# Kolpingplatz (Düsseldorf)

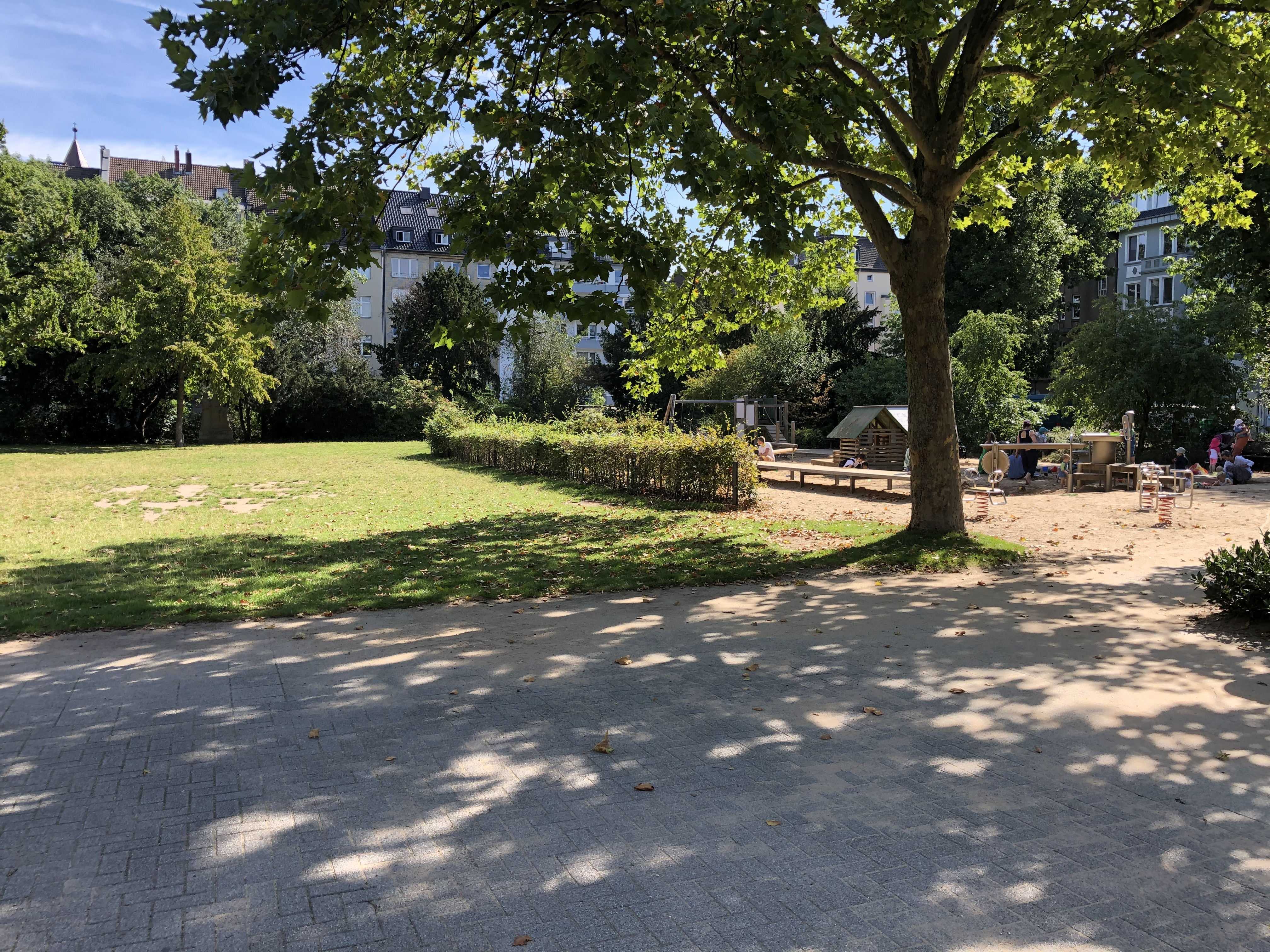
Gartengestaltung mit Wiese und Spielplatz

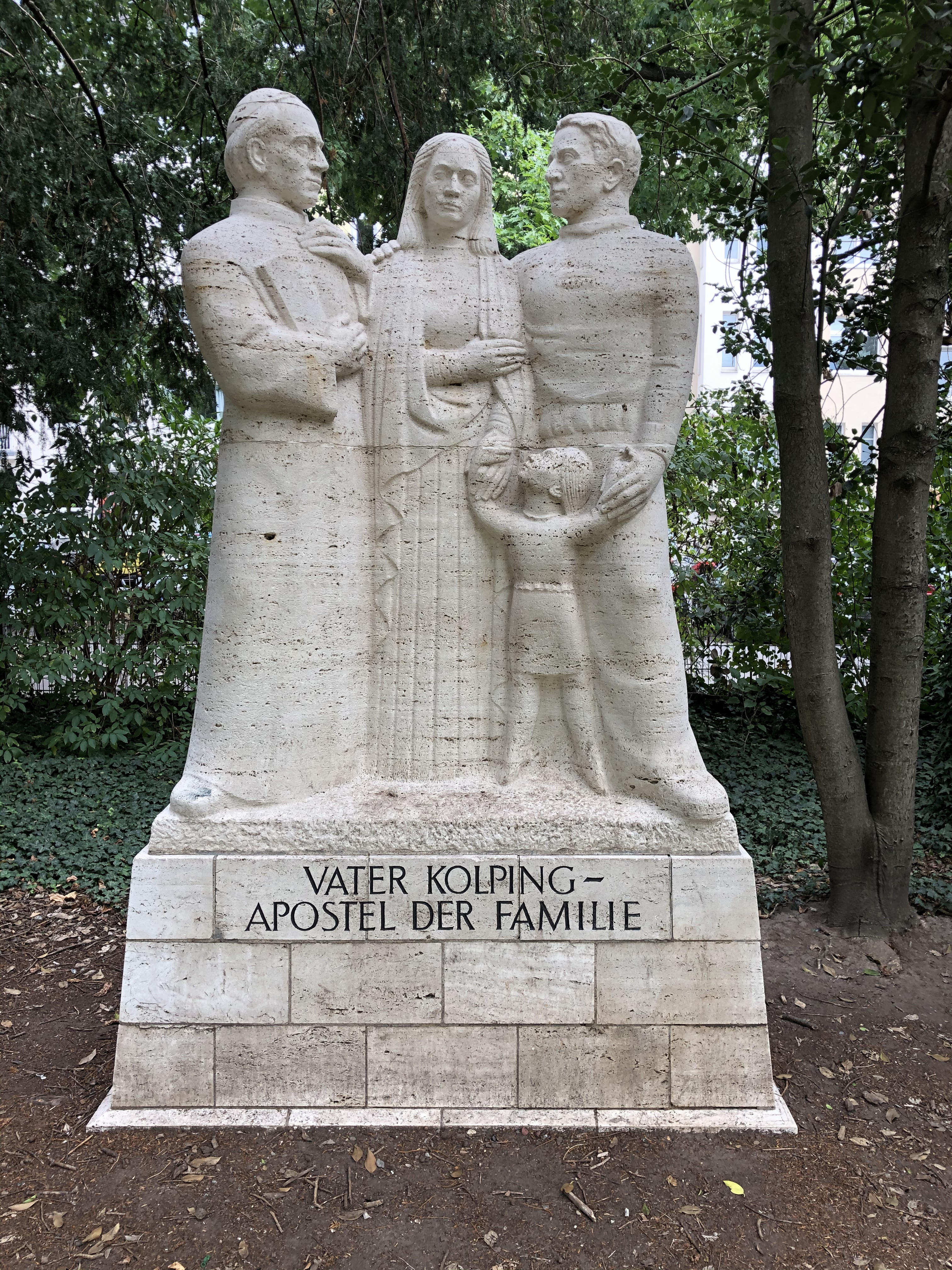
Kolping-Denkmal

Der Kolpingplatz, auch in der Schreibweise Kolping-Platz, früher Clever Platz, ist ein Park und Platz in Düsseldorf-Pempelfort, der oberirdisch als Grünfläche, Spiel- und Marktplatz sowie unterhalb der Erdoberfläche für eine Tiefgarage genutzt wird. Der auf rechtwinkligem Grundriss angelegte, rund 100 Meter breite und gut 150 Meter lange Stadtplatz wird im Norden von der Klever Straße, im Osten von der Mauerstraße, im Süden von der Pfalzstraße und im Westen von der Schwerinstraße begrenzt. Nach dem Zweiten Weltkrieg benannte die Stadt Düsseldorf den Platz nach dem sozialreformerisch tätigen katholischen Priester Adolph Kolping. An ihn erinnert an der Ostseite des Platzes als Kolping-Denkmal eine 1954 errichtete Skulptur aus Römischem Travertin von Hermann Isenmann, die den „Vater Kolping – Apostel der Familie“ in einer Figurengruppe mit einer Arbeiterfamilie zeigt.

## Geschichte und Nutzungen

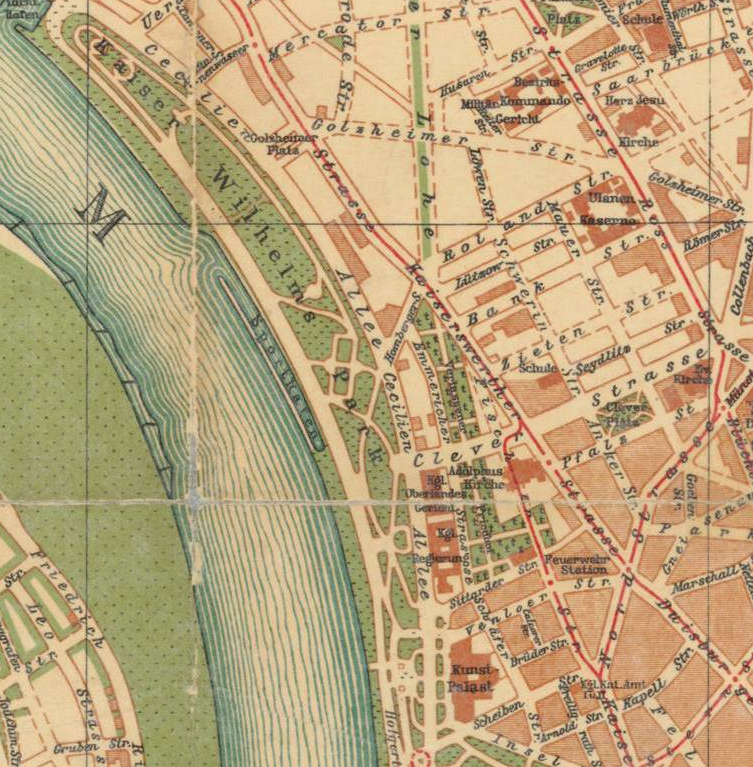
Darstellung des „Clever Platzes“ auf einem Stadtplan von 1909 (Mitte der rechten Bildhälfte)

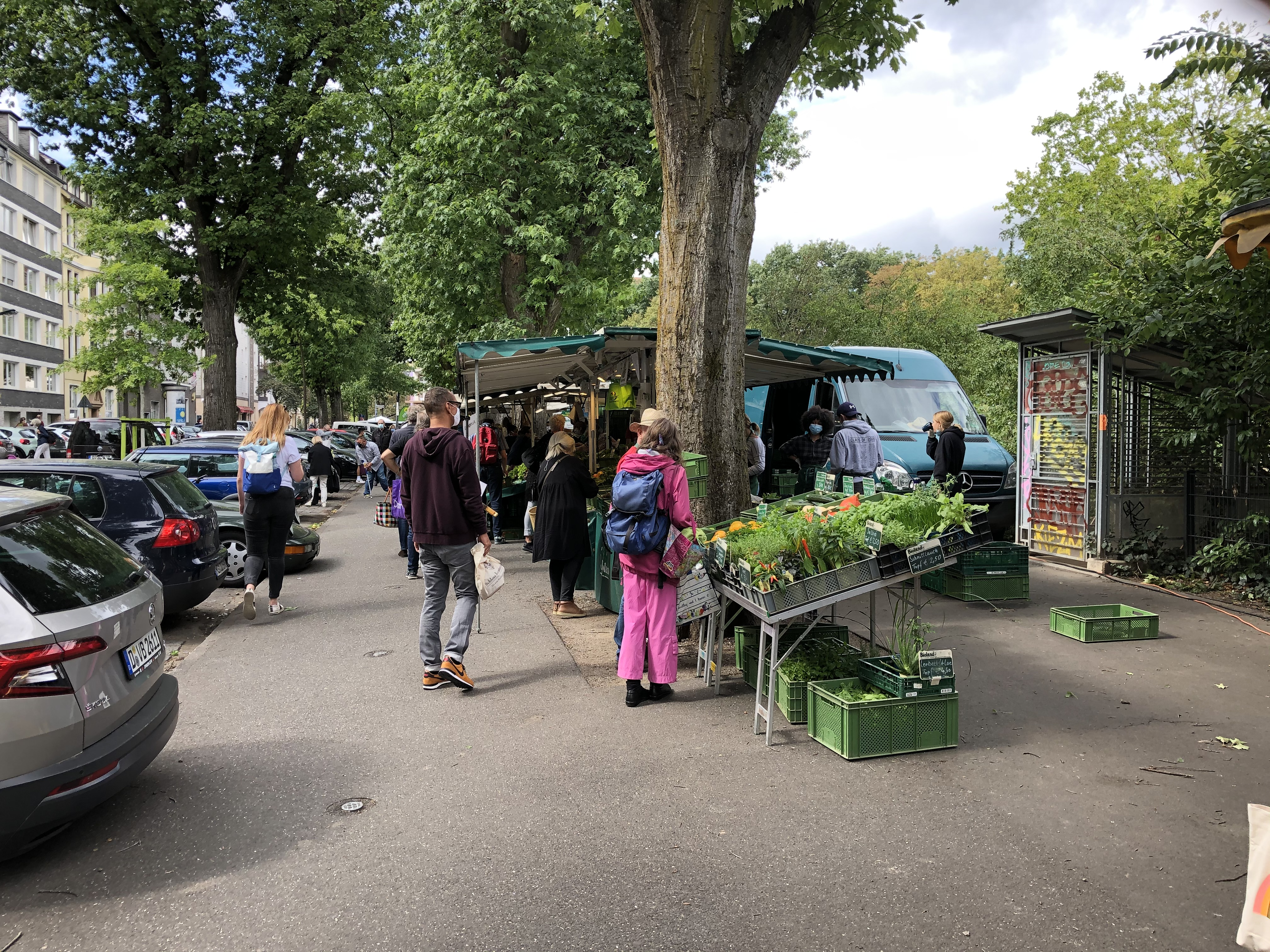
Rheinischer Bauernmarkt

Der Platz gründet auf der rechtwinkligen Grundriss von Straßen und Baublöcken, die ab den 1890er Jahren die Stadtentwicklung des nördlichen Bereichs Pempelforts und des südlichen Bereichs Golzheims beiderseits der Klever Straße prägte. An den Straßen, die den Platz umgeben, entstanden – noch vor Beginn des Ersten Weltkriegs – auf planerisch vorgegebenen Fluchtlinien Baublöcke für mehrgeschossige Etagenhäuser, die auf Wohnbedürfnisse einer im ausgehenden wilhelminischen Kaiserreich rasant anwachsenden bürgerlichen Mittelschicht zugeschnitten waren.
Neben den Wohnhäusern, die der Wahrnehmung des Stadtraums bis heute geschlossene Raumkanten geben, wird der Platz gärtnerisch durch Baumreihen gerahmt, heute durch Doppelreihen von Sumpf- und Roteichen. Diese platzrahmenden Baumreihen sind ein Markenzeichen der „Gartenplätze“, die seit der zweiten Hälfte des 19. Jahrhunderts in Düsseldorf entstanden und auf Gedanken der Stadtverschönerung und der Gartenstadt-Idee beruhen.
Der Platz selbst entstand nach der Rheinufervorschiebung (1898–1902) in den Jahren 1902 bis 1904 im Zusammenhang mit der Industrie- und Gewerbeausstellung Düsseldorf 1902 und der durch diese Ausstellung angetriebenen Erschließung der Golzheimer Insel durch die Klever Straße. Zu seiner weiteren Ausgestaltung entwarf das Düsseldorfer Gartenamt, das unter der Leitung des Stadtgärtners Heinrich Hillebrecht stand, einen von drei Baureihen gerahmten wilhelminischen Schmuckplatz, der im Innenraum durch ein Jugendstil-Parterre in der Form eines großen Ovals gestaltet war. Über diagonal verlaufende Zugänge an den Platzecken sowie über zwei Zugänge an den Langseiten konnte der mit Blumen und blühenden Gehölzen bepflanzte Garten betreten werden.
Schon 1913 wurde dieser Garten planerisch überarbeitet, um eine vielseitigere Nutzung zu ermöglichen, und nach einem Konzept aus der Feder des Gartenarchitekten Walter von Engelhardt, welcher 1906 die Leitung des Gartenamtes übernommen hatte, umgestaltet. Der neue Gartenplan veränderte den Innenraum des Platzes zu einem Rechteck. An den zwei Ecken der Westseite wurden Eckplätze auf quadratischem Grundriss angelegt, die mit streng beschnittenen Kleinbäumen gerahmt waren. An der Ostseite, entlang der Mauerstraße, entstanden drei Nischen mit Sitzplätzen, die mittlere Nische wurde mit einem Bassin versehen. Auf der Platzmitte wurden in axial-symmetrischer Anordnung längliche Parallelbeete mit Eckbetonungen angelegt.
Nach dem Zweiten Weltkrieg, in dessen Verlauf auch die Gegend des Kolpingplatzes infolge von Luftangriffen durch Bombentreffer schwer beschädigt worden war, wurde der Gartenplatz unter Wahrung des Rahmens, der durch die prägenden äußeren Baumreihen vorgegeben ist, neu gestaltet. Diese Umgestaltung ließ das repräsentative Grün zugunsten der Funktionen eines neu geschaffenen Spielplatzes zurücktreten.
Zu Beginn des 21. Jahrhunderts, bis Juni 2008, erfolgte eine erneute Umgestaltung. Unter Wahrung eines Teils des inneren Baumbestandes wurde der Platz durch eine Quartiersgarage mit 128 Stellplätzen für Anwohner unterkellert. Deren Zufahrtsrampe liegt auf der Westseite (Schwerinstraße). Kleine Treppenaufgänge der Tiefgarage befinden sich auf der Nord- und Südseite des Platzes. Oberirdisch wurden verschiedene Nutzungszonen angelegt: Von niedrigen Hecken gesäumte Rasenflächen werden auf der Ostseite des Platzes durch eine Boccia-Fläche und durch einen mit Spielsand gefüllten „Wasserspielplatz“ ergänzt, der mit diversen Spielgeräten ausgestattet ist. Auf der Westseite des Platzes besteht ein Ballspielplatz in der Form eines Bolzplatzes, der von einem hohen Fangzaun eingefasst ist. Ergänzt wird dieser Bereich mit gepflasterten Flächen, auf denen Sitzbänke und Tischtennisplatten aufgestellt sind. In der Nordwestecke liegt eine größere Sandfläche, die mit Klettergeräten ausgestattet ist. Neben dem Bolzplatz steht an der Schwerinstraße das eingeschossige Gebäude einer Transformatorenstation der Stadtwerke Düsseldorf, dessen Fassaden auf 138 m² im Jahr 2012 von dem Künstler Peter Norf mit dem Motiv Fortuna 95 bemalt wurden.
Außer als Grünfläche, Spielplatz und Tiefgaragenstandort wird der Platz auf zwei der außen umlaufenden Bürgersteige zwei Mal wöchentlich – mittwochs und samstags – für den Rheinischen Bauernmarkt genutzt. Dieser Markt, der das Nahversorgungsangebot des Stadtteilzentrums an der Nordstraße ergänzt, ist auf den Einzelhandel mit regional hergestellten Lebensmitteln und Blumen spezialisiert.